# 38-я пехотная дивизия СС «Нибелунги»
38-я пехо́тная диви́зия СС «Ни́белунги» (нем. 38. SS-Grenadier-Division „Nibelungen“) — тактическое соединение войск СС нацистской Германии. Последняя в истории существования войск СС дивизия, которая была сформирована 27 марта 1945 года. Личным приказом Гитлера была направлена на Западный фронт. Вела боевые действия в Баварии. Закончила войну 8 мая 1945 года в Райт-им-Винкль сдачей американским войскам.

## Формирование
20 марта 1945 года начальник штаба ОКВ фельдмаршал Вильгельм Кейтель отдал приказ, по которому предполагалось выделить силы из всевозможных учебных и вспомогательных формирований СС, кригсмарине и люфтваффе, с целью использовать их в тылу в качестве резерва, который мог бы блокировать вражеские прорывы. Затем 26 марта Адольф Гитлер провозгласил так называемое «Движение Западных и Восточных готов», призванное мобилизовать все оставшиеся резервы Третьего рейха.
27 марта 1945 года Адольф Гитлер приказал сформировать для Западного фронта три дивизии СС, для чего использовать как костяк 1000 юнкеров из школ СС и 8000 призывников 1928 года рождения. В тот же день, из состава преподавателей и курсантов юнкерской школы СС в Бад-Тёльце была создана последняя по порядковому номеру дивизия СС — 38-я пехотная дивизия СС, создание которой стало оперативным отражением как приказа главы ОКВ фельдмаршала Вильгельма Кейтеля, так и приказа Гитлера. В своём приказе от 27 марта Адольф Гитлер приказал именовать новую эсэсовскую дивизию «Юнкерская школа» (нем. SS-Junkerschule Bad Tölz), и только после начала формирования командир Бад-Тёльце оберштурмбаннфюрер СС Рихард Шульце предложил для дивизии название «Нибелунген», которое пришлось по душе всем вышестоящим инстанциям.
Формирование дивизии происходило в Шварцвальде, в районе Фрайбург — Фельдберг — Тодтнау, дивизионный штаб размещался в селении Гешвенде, возле Тодтнау. При этом в ходе создания дивизию часто перебрасывали с места на место, что дополнительно отразилось на слабом уровне подготовки личного состава.
«Нибелунген» формировалась как пехотная часть. Поначалу планировалось, что дивизия будет состоять из трёх пехотных полков, артиллерийского полка из четырёх дивизионов, разведывательного батальона, дивизиона штурмовых орудий и прочих стандартных дивизионных частей.
Группа инструкторского состава из Бад-Тёльце взяла на себя ответственность за формирование полков и обеспечение их командным составом. Инструктора юнкерской школы стали командирами полков, командиры инспекций возглавили батальоны, командиры юнкершафтов — роты, а штандартеноберюнкеры, в основном те, кто успешно прошёл курс обучения, возглавили взводы или же пополнили собой части усиления.
По плану создания, «Нибелунген» должна была состоять из трёх полков, однако, когда началось формирование, было принято решение расколоть 3-й полк (потенциальный 97-й полк СС) и пополнить высвободившимся личным составом 1-й и 2-й полки (95-й и 96-й полки СС) дивизии. Благодаря этому в каждом из них было сформировано по дополнительному четвёртому батальону. Оба созданных полка так официально и не получили соответствующую нумерацию «95» и «96», а именовались просто — 1-й пехотный полк и 2-й пехотный полк.
В общем и целом, дивизия была весьма слабой воинской частью. Хотя по штату в её состав входили 95-й и 96-й пехотные полки СС, 38-й противотанковый дивизион СС, 38-й сапёрный батальон СС, 38-й учебно-запасной батальон СС, но эти части были лишь бледной тенью от того, что предполагалось иметь. Например, 96-й пехотный полк СС был преимущественно укомплектован бывшими учениками замка «Зонтхофен», без серьёзной военной подготовки, которую, впрочем, заменяли фанатизм и решительность. Артиллерийский полк, сапёрный и учебно-запасной батальоны были не до конца укомплектованы. В целом удалось создать только семь слабых пехотных батальонов.
Артиллерийский полк дивизии СС «Нибелунген» был сформирован на базе учебного артиллерийского полка СС 2-й артиллерийской школы СС в Бенешау. Для «Нибелунген» планировалось и создание зенитного дивизиона, однако реализовать это намерение не удалось, хотя попытка всё же была предпринята. Здесь их приписали к новосформированной лёгкой зенитной батарее. В середине апреля лёгкая зенитная батарея, без единого зенитного орудия, была включена в состав дивизии СС «Нибелунген», где вошла в подчинение противотанкового дивизиона.

### Численность дивизии
Историки до сих пор не пришли к единому выводу касательно общей численности дивизии, данные по которой сильно варьируются в разных источниках. Наименьшее количество солдат даёт Р. Лумсден — 1000 человек. Н. Уорвол утверждает, что в дивизии было не более 2000 человек. Часто встречается информация, что численность дивизии составляла около 2800—2900 человек. Г. Уильямсон утверждает, что в дивизии было едва более 3000 человек, К. А. Залесский называет около 5000 человек в составе «Нибелунген». В свою очередь, Р. Шульце-Коссенс и М. Рикменшполь приводят информацию, что в дивизии было даже более 8000 человек. Максимальная численность «Нибелунген», скорее всего, достигала 3000 солдат и офицеров. Так что дивизия была слишком слаба и по численности равнялась в лучшем случае бригаде.

### Вооружение
Сначала на вооружение дивизии СС «Нибелунген» поступила учебная техника, находившаяся в училище, что, конечно, не сильно способствовало повышению её боеспособности. Точные данные о том, какая именно техника и вооружения были в наличии в Бад-Тёльце, отсутствуют. Есть информация, что в школе для учебных целей были 150-мм гаубицы, зенитные и противотанковые орудия, но точное их количество и типы неизвестны. Фотографии подтверждают наличие в школе нескольких 50-мм противотанковых орудий образца 1938 г. (Pak 38) и устаревших 37-мм противотанковых орудий.
15 апреля дивизия получила 10 самоходных противотанковых орудий «Хетцер». По другим данным, в дивизии было целых 25 «Хетцеров». Артиллерийский полк хотя и состоял на бумаге из трёх дивизионов, однако в реальности едва дотягивал по численности до одного. Также в дивизии было несколько 75-мм противотанковых орудий Рак-40. Так что основным средством противотанковой борьбы оставался панцерфауст. В любом случае, с таким недостаточным противотанковым вооружением успешно бороться с наступающими лавинами танков союзников было нельзя. Ситуация усугублялась нехваткой боеприпасов и амуниции.

### Знаки различия
Солдаты дивизии сохранили знаки различия, положенные им как курсантам. Создавать для дивизии новые, особые знаки различия было уже некогда. Военнослужащие, переведенные в «Нибелунген» из других частей войск СС, продолжали носить нарукавные ленты своих прежних частей. Иногда встречающиеся утверждения, про существование нарукавной ленты дивизии СС «Нибелунген» действительности не соответствуют.

### Состав
Костяком создания дивизии стали курсанты юнкерской школы СС в Бад-Тёльце, учившиеся в 18-м юнкерском классе. В дивизию были зачислены и обучавшиеся в школе иностранные юнкера. Кроме курсантов и призывников 1928 года рождения (большое число новобранцев не имело военной формы) при формировании дивизии были использованы служащие местных отделений Имперской службы труда, старшие ученики Орденского замка из Зонтхофена, «Школы Адольфа Гитлера» в Иглау и батальон пограничной полиции.
Вместе с этим дивизия наполнялась различными солдатами войск СС, главным образом из частей, что находились поблизости. Первым делом в неё была включена часть кадрового немецкого персонала а также 1 белорусский батальон из расформированной белорусской 30-й пехотной дивизии войск СС. Кроме этого, в составе дивизии оказались около 200 военнослужащих из 6-й горнопехотной дивизии СС «Норд». Также в составе «Нибелунген» была одна рота из 7-й горнопехотной дивизии СС «Принц Евгений», укомплектованная фольксдойче. В дальнейшем наполнение дивизии продолжалось, 9 апреля к ней была присоединена некоторая часть батальона сопровождения рейхсфюрера СС.
Хотя костяк дивизии и создали относительно боеспособные военнослужащие, однако основная масса солдат не имела ни боевого опыта, ни желания воевать. Моральный дух большинства пожилых людей, мобилизованных в армию в эти дни, был низким.
Курсант Бад-Тёльце, штандартеноберюнкер СС Ян Мунк, голландец по происхождению, вспоминал:

«В начале апреля 1945 года вся юнкерская школа СС Бад-Тёльц двинулась в район Тодтнау в Шварцвальде, для формирования дивизии „Нибелунген“. Я был поставлен командиром роты фольксштурма — мальчишек и пожилых людей, которые обучались главным образом использованию панцерфауста. Но новая дивизия так никогда по-настоящему и не была создана. У нас не хватало оснащения, а моральный уровень солдат был низким. Я, однако, всё ещё был убежден, что Германия выиграет войну. После нескольких безнадёжных дней мы распустили солдат по домам, и дивизия „Нибелунген“ развалилась. Мы отправились назад в Бад-Тёльце».
Одним из солдат «Нибелунгена» был будущий актёр и писатель Харди Крюгер.

### Офицерский состав дивизии
Командирами полков и батальонов в «Нибелунген» были опытнейшие эсэсовские офицеры. Так, 95-й пехотный полк СС поначалу возглавлял штурмбаннфюрер СС Маркус Фаульхабер, «выходец» из дивизии СС «Викинг», кавалер Рыцарского креста. На этом посту 12 апреля его сменил оберштурмбаннфюрер СС Рихард Шульце, прежний командир юнкерской школы в Бад-Тёльце. Командирами двух из четырёх батальонов этого полка также были кавалеры Рыцарского креста: 2-го — штурмбаннфюрер СС Вильфрид Рихтер (ранее служивший в дивизии СС «Мёртвая голова»), 3-го — штурмбаннфюрер СС Ганс-Йоахим Рюле фон Лилиенштайн из 23-й дивизии СС «Недерланд». Согласно показаниям попавших в американский плен солдат дивизии, Лилиенштайн характеризовался как наиболее фанатичный офицер в «Нибелунген».
96-м полком СС командовал кавалер Дубовых листьев, оберштурмбаннфюрер СС Вальтер Шмидт, бывший командир 2-го батальона в полку СС «Вестланд» дивизии СС «Викинг», получивший на Восточном фронте восемь ранений.
Пост начальника оперативного отдела дивизии занимал штурмбаннфюрер СС Хайнрих Вульф, бывший командир разведывательного батальона дивизии СС «Рейх», закаленный в боях на Восточном фронте и тяжело раненный в Нормандии. Квартирмейстером дивизии был штурмбаннфюрер СС Эрнст Фритшер (прежний квартирмейстер 23-й горнопехотной дивизии СС «Кама»), а начальником разведки — унтерштурмфюрер СС Герман Буль. Все трое числились на своих должностях с 6 апреля по 8 мая 1945 года.
Учитывая перевод в дивизию целых подразделений из дивизии СС «Норд» и немецкого кадра 30-й дивизии войск СС, в ней оказалось много бывших офицеров этих частей. Так, в 96-м полку 4-м батальоном командовал штурмбаннфюрер СС Алоис Бургшталлер, прежний командир батальона в полку СС «Михаэль Гайссмайер» дивизии СС «Норд». В «Норде» также служил командир 38-го противотанкового дивизиона СС гауптштурмфюрер СС Вальтер Нестлер, который до этого командовал 6-м противотанковым дивизионом СС. На штабных должностях в «Нибелунген» числились минимум два офицера из 30-й (белорусской) дивизии СС — дивизионный судья оберштурмфюрер СС доктор Эрвин Ворбка и врач дивизии гауптштурмфюрер СС доктор Вернер Фосгрин.
Также известно, что, в дивизии служил датский доброволец оберштурмфюрер СС Сёрен Кам, получивший Рыцарский крест в составе дивизии «Викинг». При формировании «Нибелунген» он руководил военной подготовкой учеников из Зонтхофена. На некоторых командных должностях в дивизии были и армейские офицеры.

## Участие в боевых действиях
7 апреля 1945 года в боевом расписании 19-й армии группы армий «Верхний Рейн» дивизия упоминалась как двухполковая бригада с названием «Нибелунген», но без номера. 12 апреля дивизия уже фигурировала в документах как 38-я пехотная дивизия СС «Нибелунген» (юнкерская школа Бад-Тёльце).
В середине апреля дивизия была направлена в Баварию, в район юго-западнее Регенсбурга. Здесь в её состав был влит полк СС «Херше», который первоначально предназначался для пополнения дивизии войск СС «Шарлемань». Полк был сформирован на основе учебно-запасного батальона французской части. Планировалось, что он будет переформирован в 59-й пехотный полк войск СС дивизии «Шарлемань», но этого сделать не удалось. В этом полку насчитывалось 1200 человек, объединённых в два батальона из семи рот.
16 апреля противотанковый дивизион дивизии был брошен в жестокие бои с американцами у Ноймаркта, что на Дунае, южнее Мюнхена, поддерживая сильно ослабленную 17-ю моторизованную дивизию СС «Гёц фон Берлихинген». 17 апреля противотанковый дивизион был подчинён дивизии СС «Гёц фон Берлихинген», однако уже 24 апреля он снова вернулся в состав «Нибелунген».
17 апреля дивизия выступила навстречу наступающим французским и американским войскам в направлении Титизе-Нойштадт (Баден-Вюртемберг). Но поскольку войска союзников наступали слишком быстро, дивизия вернулась в Дахау, а позднее была направлена в распоряжение 13-го армейского корпуса СС на усиление Дунайского фронта, на который дивизия прибыла 21 апреля.
На следующий день, 22 апреля 1945 американские войска заняли город Ноймаркт и плацдарм, удерживаемый войсками 38-й дивизии остался единственным на северном берегу Дуная. В тот же день дивизия была усилена дивизионом лёгкой артиллерии 26-й пехотной дивизии войск СС (2-й венгерской).
24 апреля дивизия СС «Нибелунген» была подчинена штабу 13-го армейского корпуса СС группенфюрера СС Макса Симона, который входил в состав 1-й армии генерала пехоты Германа Фёрча. Этот день и считается началом боевого пути дивизии. В тот день отступавшие дивизии 82-го армейского корпуса вермахта соединились с дивизией «Нибелунги» на берегу Дуная.
На следующий день пехотинцы достигли позиций корпуса и заняли позиции на его западном (правом) фланге, сначала в районе Ингольштадта, а потом к югу от Дуная, в районе между Фобургом и Кельхаймом. В момент, когда дивизия находилась между Донаувёртом и Ингольштадтом, зенитный дивизион получил три 37-мм зенитных орудия Flak 43 (Zwilling), однако без малейших боеприпасов. Из-за этого батарея не могла быть использована при последовавшем воздушном налете союзников на Ингольштадт.
В районе Ингольштадта в бой впервые вступила 6-я батарея 4-го артиллерийского полка СС, расположив огневые позиции в районе армейского сапёрного полигона по форсированию водных преград на южном берегу Дуная. В течение двух дней батарея вела активные боевые действия, до того как последовал приказ по дивизии на отступление. При отходе 38-й артиллерийский полк СС попал под ковровую бомбардировку союзников и понёс серьёзные потери в материальной части.
Части дивизии отходили в район Мосбурга, где их использовали как заградительный отряд, только противниками «нибелунгов» были наступающие американцы, а не отступающие части вермахта. У Мосбурга были отмечены упорные бои с американскими танковыми частями, в которых бок о бок с немцами из «Нибелунген» сражались французы из полка СС «Херше». 26 апреля дивизия начала отступать на новую линию обороны, которую достигла 28 апреля. В момент отхода, когда дивизия всё ещё была в районе Мосбурга, окончательно исчерпались и без того скудные запасы топлива. Это отразилось на всех подразделениях дивизии, в частности, артиллеристы-зенитчики переквалифицировались в пехотинцев и теперь буксировали бесполезные из-за отсутствия боеприпасов 37-мм зенитки на воловьих упряжках. Вскоре в одной из деревень около Мюнхена эти так и не сделавшие по врагу ни одного выстрела зенитные орудия были взорваны своими расчётами, а многое теперь уже бесполезное имущество было просто брошено.
Весь день 28 апреля дивизия вела арьергардные бои против американских войск, прикрывая отступление 13-го корпуса на юг в сторону Ландсхута. 29 апреля части «Нибелунген» переправились через реку Изар и установили новые позиции юго-западнее Ландсхута. Здесь эсэсовцам пришлось недолго вести бои с американцами. Чтобы избежать обхода с флангов, части дивизии 30 апреля отступили на новую линию обороны, северо-западнее Паштеттена, а 1 мая — к Вассербургу (20 километров от Паштеттена) и далее к Эндорфу. Темп отступления в среднем достигал около 15 километров в день. У Вассербурга остатки 38-го артиллерийского полка СС были жестоко потрёпаны наступающими американскими частями. В бывшей 6-й батарее 4-го артиллерийского полка СС осталось лишь два орудия.
2 мая «Нибелунген» получила последнее усиление — в неё был влит 467-й армейский учебный батальон полковника Херманна Фрица. Особо на боеспособность дивизии это не повлияло: в этот же день 2 мая 20-я американская бронетанковая дивизия оттеснила части дивизии к Химзее. Как отмечают некоторые авторы, накал боёв был жестокий, а потери дивизия понесла серьёзные.
В начале мая рядом с дивизией сражалась боевая группа СС «Труммлер» под командованием оберфюрера СС Ханса Труммлера. В составе этой группы сражались сапёрные подразделения «Нибелунген», во главе с дивизионным инженером штурмбаннфюрером СС Вернером Херсманном.
4 мая уцелевшие подразделения «Нибелунген» провели перегруппировку и установили новую линию обороны к западу от Обервойзена. До 5 мая дивизия, хотя и малобоеспособная, оказывала решительное сопротивление, сталкиваясь как с союзными войсками, так и с противодействием немецких гражданских жителей, уставших от войны и желавших избежать лишних жертв и разрушений.

## Капитуляция
5—6 мая было объявлено о прекращении огня, после которого произошло несколько неофициальных встреч военнослужащих дивизии СС «Нибелунген» с солдатами 6-й американской армии. Во время этих встреч имел место обмен сигаретами и мелкими сувенирами. Затем начался отход на восток, после начала которого дивизия сразу раскололась. Часть её отступала в горную местность в район Траунштайна и в итоге сдалась знаменитой американской 101-й воздушно-десантной дивизии в городке Райт-им-Винкль в предгории Альп у границы с Австрией.
Не желая сдаваться, командир 96-го пехотного полка СС Вальтер Шмидт отступил со своими молодыми солдатами в горы, где с 5 мая эсэсовцы продолжали оказывать сопротивление американцам, и только 8 мая последние «нибелунги» сложили оружие в Альпен-Донау.
Остатки артиллерийского полка 7 мая перегруппировались в местечке Брукк-ан-дер-Мур, где поступили в распоряжение находившегося здесь штаба армейского корпуса. 8 мая пришло известие о капитуляции Германии. После этого оставшиеся стволы артиллерии были уничтожены при помощи панцерфаустов или утоплены в реке Эннс. Затем личный состав 38-го артиллерийского полка СС выступил в Зелл-ам-Зее, где и сдался американцам.
Судьба некоторых из солдат дивизии в американском плену сложилась трагически. Так, среди захваченных американцами в плен эсэсовцев был 22-летний норвежец, штандартеноберюнкер СС Бьерн-Дик Брюнюлфссон. Победители подвергли его издевательствам. Американцы требовали от Брюнюлфссона говорить разные оскорбительные фразы, типа «Гитлер свинья». Когда он отказался это делать, его зверски убили.

## Командиры дивизии
- Оберштурмбаннфюрер СС Рихард Шульце (6 — 9 апреля 1945)
- Бригадефюрер СС и генерал-майор войск СС Хайнц Ламмердинг (апрель 1945)
- Бригадефюрер СС и генерал-майор войск СС Карл Риттер фон Оберкамп (апрель 1945)
- Штандартенфюрер СС Мартин Штанге[исп.] (апрель — 8 мая 1945)

Несмотря на незначительную силу и очень малое время существования, в дивизии успело смениться несколько командиров, причём все они были далеко не последними людьми в войсках СС.
В начале апреля, дивизией немного покомандовал командир школы СС в Бад-Тёльце оберштурмбаннфюрер СС Рихард Шульце. Вскоре после этого, Шульце отправили командовать 95-м полком СС, а «Нибелунген» поочередно поруководили два генерала. Это были бригадефюрер СС Хайнц Ламмердинг, прежний командир дивизии СС «Рейх», и бригадефюрер СС Карл Риттер фон Оберкамп. Ламмердинг и Оберкамп только номинально числились командирами дивизии, на самом же деле, в силу разных причин, они никогда не занимали эту должность.
Последним же командиром 38-й дивизии СС стал 35-летний штандартенфюрер СС Мартин Штанге. В 1943 г. Штанге служил в Бад-Тёльце инструктором, а в декабре 1943 г. оберштурмбаннфюрер СС Штанге возглавил 16-й артиллерийский полк СС дивизии СС «Рейхсфюрер СС», откуда и перешел на командование дивизией СС «Нибелунген». Точная дата его перевода в дивизию отсутствует.

## Место дислокации
Южная Германия (март — май 1945)

## Подчинение
- 1-я армия (7 — 24 апреля 1945)
- 13-й армейский корпус СС (24 апреля — 8 мая 1945)

## Организация
- 95-й пехотный полк СС (SS-Grenadier-Regiment 95)
- 96-й пехотный полк СС (SS-Grenadier-Regiment 96)
- 38-й артиллерийский полк СС (SS-Artillerie-Regiment 38)
- 38-й противотанковый дивизион СС (SS-Panzerjäger-Abteilung 38)
- 38-й сапёрный батальон (SS-Pionier-Bataillon 38)
- 38-й зенитный дивизион СС (SS-Flak-Abteilung 38)
- 38-й батальон связи СС (SS-Nachrichten-Abteilung 38)
- 38-й учебно-запасной батальон СС (SS-Ausbildungs und Ersatz Abteilung 38)
- полицейский батальон СС «Зиглинг» (SS-Polizei-Bataillon «Siegling»)